# Johan Gabriel Oxenstierna
Johan Gabriel Oxenstierna, född den 19 juli 1750 på Skenäs gård i Södermanland, död den 29 juli 1818 i Stockholm, var en svensk greve, skald, en av rikets herrar, riksmarskalk och ledamot av Svenska Akademien 1786–1818 (stol 8). Han var systerson till Gustaf Fredrik Gyllenborg.

## Biografi
Johan Gabriel Oxenstierna växte upp på Skenäs gård. Han undervisades där av morbrodern Gustaf Fredrik Gyllenborg och fick senare Olof Bergklint till informator, som även åtföljde Oxenstierna under hans tid vid Uppsala universitet. Oxenstierna kom att flera gånger återkomma till Skenäs i sin diktning. Från sextonårsåldern skrev han dagbok, varav flera delar är utgivna. Samma år hade han också en kärleksrelation med en tjänsteflicka där som bland annat ledde till dikten "De fem sinnen", innan den fick ett plötsligt slut. 19 år gammal valdes han in i sällskapet Utile Dulci och publicerade i dess Vitterhetsnöjen bland annat dikten "Natten", som senare kom att ingå i Dagens stunder.
Han tog kansliexamen år 1767 och tjänstgjorde vid kansliet 1767–1770 men fick sedan tjänst i svenska ambassaden i Wien där han blev kommissionssekreterare 1772. Under tiden i Wien skapade han de första versionerna av vad som skulle bli hans främsta verk, Skördarne och Dagens stunder. Här fann han också en ny stor kärlek, en österrikisk dam vid namn Susanna Frid. Hon var gift med en läkare som bevakade henne svartsjukt. Då Oxenstierna inte kunde hoppas att någonsin bli förenad med föremålet för sin dyrkan, tolkade han i dikten Ode till Camilla vid början av en sjukdom sin dödslängtan och drömde om att den älskade skulle vårda hans grav.
Hemkallad till hovtjänst 1774 blev han utnämnd till kammarherre hos kung Gustav III, en av rikets herrar 1782. Vid hovet fungerade han som ett slags hovskald och muntrationsråd. Gustav III använde honom framför allt till dramatiskt författarskap i och för kungens karuseller, "divertissementer" och liknande tillställningar. För Oxenstierna blev detta ett slags plågsamt hantverksgöra, och han var snart utledsen på hovlivets jäkt och uppstyltade ceremonier.
Han blev överstekammarherre 1783 (motsvarande generallöjtnants grad). 1785 fick han sin första egentliga politiska titel som extraordinarie ledamot i rådet samt i kanslikollegium, blev riksråd 1786 och kanslipresident samma år, blott 36 år gammal. Oxenstierna var dock en omvittnat ineffektiv tjänsteman, utan större intresse men tvungen att fortsätta på banan på grund av sin usla privatekonomi. Hans trots detta snabba karriär har bland annat tillskrivits Gustav III:s förtjusning att likt Gustav II Adolf ha en Oxenstierna i den högre förvaltningen, men har av Gösta Lundström i SBL snarare förklarats med att Oxenstiernas ineffektivitet snarare var ett sätt för kungen att kunna behålla den personliga kontrollen; Oxenstierna åsidosattes ofta och blev inte alltid informerad.
Oxenstierna upplevde situationen som förödmjukande och klagade: "Sedan konungen satt mig i den sysslan, jag har, har det varit hans omsorg att göra mig alla de chagriner, han kunnat, genom undvikande av mina samtal, brist på förtroende och alla de ohövligheter, han kunnat göra åt någon, som med våld hade trugat sig till den befordran, som blivit mig påtvungen." Hans förhållande till kungen blev allt kyligare. År 1788 skrev han: "Jag har aldrig följt kungen på någon av dess resor. Han har sagt sig finna mig för simpel, för litet artig att vistas utom riket. Man dömer sig själv illa, och ehuru jag ej finner mig dummare än dem, som följt honom, kan det hända, att han har rätt." Oxenstiernas tillvaro fördystrades ytterligare av de bekymmersamma ekonomiska förhållanden under vilka han måste "representera" och föra ett stort hus.
Då riksrådet upplöstes 1789 blev han överstemarskalk hos drottningen, 1790 serafimerriddare samt Serafimerordens kansler, och samma år kallades han till regeringsledamot under kungens frånvaro, samt utnämndes 1792 till riksmarskalk. Han fick avsked från riksmarskalksämbetet 1801.
Oxenstiernas ekonomiska bekymmer förbättrades inte mycket av att han år 1791 gifte sig med dottern till en av landets förmögnaste män. Svärfadern nöjde sig med att ge honom ett litet årligt understöd. Oxenstierna hade vant sig vid att leva på lånade pengar och ta ut sin lön i förskott. Allt kringlöpande för att skaffa lån och borgensmän tröttade ut honom till den grad att han inte orkade tänka på att försöka ordna sin ekonomi för mer än de närmaste dagarna. Därför kunde han heller aldrig förverkliga sin dröm att åt sig och de sina skapa ett lantligt paradis sådant som Skenäs. Han ärvde visserligen Värnberg i Roslagen, men när huset stod färdigt tvingades han arrendera bort godset.
Äktenskapet blev lyckligt, men hustrun hade alltid varit klen och bräcklig, och när hon fått en son var det slut med krafterna. Därefter måste hon nästan ständigt ligga till sängs. Man försökte med brunnsresor, med huskurer och magnetism, men ingenting hjälpte. År 1809 avled makan och tre år senare gick hans mor bort.
Oxenstierna avled 1818, vid 68 års ålder. Bouppteckningen visade en bedrövlig ställning, och hans egendom fick auktioneras.
Oxenstierna var en av de aderton i Svenska Akademien sedan dess grundande 1786. Den 23 maj 1786 blev Oxenstierna hedersledamot av Kungliga Vitterhets Historie och Antikvitets Akademien. Han invaldes den 7 februari 1798 som ledamot nummer 178 av Kungliga Musikaliska Akademien, samt 1804 som ledamot nummer 314 av Kungliga Vetenskapsakademien.
Oxenstiernas personlighet lovordades av samtiden; han ansågs redbar och anspråkslös, men också som en lysande spirituell konversatör som ibland kunde undsläppa sarkasmer och kvickheter som dock inte tycks ha lett till några hårdare känslor.

## Verk

### Skördarne och Dagens stunder
Oxenstierna arbetade på sina större dikter, Skördarne och Dagens stunder, under hela livet och trots att de först tillkommit i han ungdom publicerades de inte förrän 1796 respektive 1805. Då hade Skördarne växt från tre till nio sånger. Den tidiga versionen är en lyrisk skildring av naturen och det lantliga livet, med en enkel kärleksintrig som utmynnar i bröllop. Även om beskrivningen av livet har hans egna upplevelser på Skenäs som bakgrund så begränsas den av den klassicistiska formen. I den senare versionen har kärlekshistorien fördjupats, och flera didaktiska och patriotiska, historiska partier tillkommit, lilksom epsidor ur antik mytologi och folksaga. Språket har blivit mer konstrikt, vilket gör att denna version av eftervärlden vanligen dömts som poetiskt svagare.
Såväl Skördarne som dagens stunder går ytterst tillbaka på antika förebilder som Vergilius Georgica, men har även influerats av mer samtida diktverk som James Thomsons The Seasons och dennes efterföljare Jean-François de Saint-Lambert, Gustaf Fredrik Gyllenborg och Gustaf Philip Creutz. De första delarna av Dagens stunder som skrevs var "Morgonen" och "Natten"; senare tillkom "Middagen" och "Aftonen". Hela verket består av stämningsbilder och reflexioner, där Oxenstierna inte bara vill återge synintryck utan även stämningar. Verket anses dock som ojämnt.

### Skaldebrevet Disa
Utöver Skördarne och Dagens stunder uppskattades också mindre stycken. Bland annat kan nämnas "skaldebrevet" Disa. Detta är skrivet i den lätta kåserande stil som också hörde till Oxenstiernas talanger. Det kåserande diktverket är baserat på berättelsen om drottning Disa, där komisk verkan skapas av bland annat inlagda anakronismer där detaljer ur samtidens hovliv placeras mitt i en berättelse som formellt utspelar sig under fornnordisk tid. Dikten är formellt riktad till Venngarns ägarinna, hans väninna fru Printzensköld, Maria Hedvig Gerner. Hon gifte sig den 11 december 1758 på Venngarns slott med Eric Adolph Printzensköld. Maria Hedvig Gerner föddes den 11 september 1721 som dotter till översten Albrekt Gerner, och grevinnan Anna född Gyllenborg. Hon dog på Venngarn den 24 juli 1808. Erik Adolf Printzensköld var adelsman och ryttmästare. Han var en av Kungliga Musikaliska Akademiens stiftare 1771. Han var född 1718 och avled  den 15 juni 1796 på Venngarns kungsgård. Johan Gabriel Oxenstierna kunde som gäst hos henne i stora salen, gästabudssalen, på Venngarn beskåda den bildsvit som illustrerade sagan om den kloka och sluga jungfrun Disa. Sagan om Disa var allmänt spridd och i sagan var hon sitt lands räddarinna. Stycket är en contes de Lafontaine i Jean de La Fontaines stil och anda. Den är kvick och lätt i tonen och med små ironier och sarkasmer mot ett och annat i Oxenstiernas samtid, detta inte minst i det gustavianska hovlivet. Den lilla versberättelsens komiska verkan ökas genom dessa kontraster och anakronismer.

### Dagböcker
Även Oxenstiernas dagböcker har uppmärksammats, som med humor och frisk stil ger interiörer från tidens lantliga adelsliv.  I dem möter man också en beskrivning av ett framträdande av Carl Michael Bellman som fick den unge Oxenstierna att ligga sömnlös på grund av munterhet.

### John MiltonsDet förlorade paradiset
Sina sista år ägnade han åt översättningar, främst av John Miltons Det förlorade paradiset, med ett resultat som senare bedömare ansett vara blodfattigt, utan kraft och färg. En påbörjad översättning av Torquato Tassos Det befriade Jerusalem hann aldrig färdigställas före hans död.

## Ordnar och utmärkelser
- Riddare av Nordstjärneorden – 1 september 1778
- Kommendör av Nordstjärneorden – 1 september 1782
- En av rikets herrar – 1 september 1782
- Riddare och kommendör av Kungl. Maj:ts orden – 22 november 1790
- Riddare av Carl XIII:s orden – 27 maj 1811

Baserat på okulär bedömning av hans porträtt, kan man se att han även var;
- Kommendör med Stora Korset av Kungliga Svärdsorden
- Kommendör med Stora Korset av Kungliga Nordstjärneorden
- Kommendör med Stora Korset av Kungliga Vasaorden